# 1-й уральський козацький полк
1-й уральський козацький полк (пол. 1 Uralski Kozacki Pułk) — радянський полк, сформований навесні 1920 року з полонених уральських козаків, які були вояками Білої армії.
Командиром полку був полковник Сидоровнін.
У липні 1920 під час наступу 25-ї стрілецької дивізії ім. Чапаєва на місто Холм 1-й Уральський козацький полк перейшов на бік Війська Польського.